# Ламен-Эмперер, Аннетта
Аннетта Ламен-Эмперер (Ламинь-Эмперер фр. Annette Laming-Emperaire; 1917, Петроград — 1977, Куритиба, штат Парана, Бразилия) — французский археолог, известная своими раскопками памятников доколумбовой Бразилии.
Родилась в Петрограде, сразу же после революции её семья бежала во Францию. Изучала философию в Париже до начала 2-й мировой войны, после чего стала учительницей и одновременно участвовала во Французском Сопротивлении. После войны изучала археологию, специализировалась по теме «пещерное искусство». Её докторская диссертация под научным руководством Андре Леруа-Гурана «Значение наскального палеолитического искусства» (опубликована в 1962 году),
опровергла разнообразные и чересчур фантастичные теории своих предшественников, а вместе с ними — остатки романтичных предрассудков XIX века о «примитивном» первобытном разуме. Структуралистская методика Ламен-Эмперер используется до настоящего времени, значительно усиленная компьютерной наукой. Она (её методология) включает детальную инвентаризацию изображений на стенах пещер и диаграммы их группировки, с учётом их пола, частоты появления и поз, а также знаков и отпечатков рук, которые встречаются рядом с ними.
Вышла замуж за археолога Жозефа Амперера, ученика Поля Риве, сторонника гипотезы о миграции предков индейцев в Южную Америку непосредственно из Южной Азии, минуя Северную Америку. В поисках ранних человеческих поселений супруги вели раскопки в таких странах, как Бразилия, Аргентина и Чили, где Жозеф погиб в результате обрушения на него стены котлована раскопок. В начале 1970-х годов Аннетта вернулась в Бразилию и выбрала для раскопок шесть мест на территории Лагоа-Санта, где столетием ранее вёл раскопки датский палеонтолог Петер Вильхельм Лунн. В 1974—1975 гг. на Сайте IV она обнаружила пещерное жилище, в котором были обнаружены древнейшие костные останки человека в Бразилии — гоминид 1 из Лапа-Вермелья IV, датируемый около 11 тыс. лет назад. Череп получил название Лузия.
Погибла в результате несчастного случая. Отправившись в отпуск в бразильский штат Парана, она отравилась газом из газовой горелки, установленной в её душевой комнате. После её смерти раскопки прервались до 1979 г., когда её ассистент Андре Прус (Andre Prous) вернулся в Лапа-Вермелья IV и возглавил проект.